# Ellen Rovsing
Ellen Henriette Marie Rovsing (* 9. Juni 1889 in Asminderød, Fredensborg Kommune; † 20. Februar 1960 in Kopenhagen) war eine dänische Schauspielerin und Drehbuchautorin.

## Leben
Ellen Rovsing wuchs als Tochter von Niels Rovsing (1850–1909) und dessen Frau Frederikke Dithmer (1856–1919) in der Kleinstadt Asminderød in der Fredensborg Kommune nördlich von Kopenhagen auf.
Nach ihrem Schulabschluss absolvierte sie von 1908 bis 1912 ihre Schauspielausbildung an der Eleveskole des Königlichen Theaters Kopenhagen, wo sie auch ihr Bühnendebüt als Darstellerin hatte. Als Bühnendarstellerin wirkte sie in zahlreichen Theaterstücken, Operetten, Musicals, Ballett-Aufführungen und in Varieté-Shows mit, so unter anderem auch am Betty-Nansen-Theater, am Frederiksberg-Theater, am Dagmarteatret, am Folketeatret, am Aarhus Teater, am Odense Teater oder am Theater Helsingør. Sie wirkte als Schauspielerin vor der Kamera von 1922 bis 1954 in mehreren Spielfilmen mit, darunter zu Beginn ihrer Karriere noch in einigen Stummfilmen. Sie war auch als Drehbuchautorin für Filme und Serien tätig.
Ellen Rovsing war ab dem 12. Dezember 1913 bis zu seinem Tod mit dem Schauspieler und Regisseur Egill Rostrup verheiratet. Aus der Ehe ging ein Sohn hervor, der Schauspieler Asmund Rostrup. Ihr Enkel ist der Schauspieler Hans Rostrup. Ellen Rovsing starb am 20. Februar 1960 im Alter von 70 Jahren. Ihre Grabstätte befindet sich auf dem Friedhof in Svaneke auf der Insel Bornholm.

## Filmografie (Auswahl)
- 1922: Große Erwartungen
- 1922: David Copperfield
- 1924: Byen Don Juan
- 1924: Klein Dorrit
- 1931: Hesten
- 1954: En svanesang